# Shunlihe Linchang (bondby i Kina, Heilongjiang Sheng, lat 47,76, long 129,50)
Shunlihe Linchang (kinesiska: 顺利河林场) är en bondby i Kina. Den ligger i provinsen Heilongjiang, i den nordöstra delen av landet, omkring 310 kilometer nordost om provinshuvudstaden Harbin. Antalet invånare är 299. Befolkningen består av 149 kvinnor och 150 män. Barn under 15 år utgör 5,0 %, vuxna 15-64 år 82 %, och äldre över 65 år 12,0 %.
Runt Shunlihe Linchang är det ganska glesbefolkat, med 40 invånare per kvadratkilometer. Närmaste större samhälle är Fengli Linchang, 16,6 km söder om Shunlihe Linchang. I omgivningarna runt Shunlihe Linchang växer i huvudsak blandskog.
Genomsnittlig årsnederbörd är 999 millimeter. Den regnigaste månaden är juli, med i genomsnitt 248 mm nederbörd, och den torraste är januari, med 11 mm nederbörd.